# François Walker
François Walker (Lunéville, 1888. június 3. – Clichy, 1951. augusztus 6.) olimpiai bronzérmes francia tornász.
Ez első világháború után az 1920. évi nyári olimpiai játékokon indult, és mint tornász versenyzett. Csapat összetettben bronzérmes lett, míg egyéni összetettben a 15. helyen végzett.